# پرادید
پرادید (به لاتین: Praděd) یک کوه در جمهوری چک است که در مالا موراوکا واقع شده‌است. پرادید ۱٬۴۹۲ متر بالاتر از سطح دریا واقع شده‌است.